# فريق الاستعداد لطوارئ الحاسوب بالولايات المتحدة
فريق الاستعداد لطوارئ الحاسوب (بالإنجليزية: United States Computer Emergency Readiness Team أو اختصارا US-CERT) هو منظمة ضمن وكالة الأمن السيبراني وأمن البنية التحتية التابعة لوزارة الأمن الداخلي. على وجه التحديد، يعد الفريق فرعًا من المركز الوطني للأمن السيبراني وتكامل الاتصالات التابع لمكتب الأمن السيبراني والاتصالات. 
الفريق مسؤول عن تحليل وتقليل التهديدات السيبرانية ونقاط الضعف ونشر معلومات التحذير من التهديدات السيبرانية وتنسيق أنشطة الاستجابة للحوادث.  ويقدم خبرة متقدمة في تحليل الشبكات والوسائط الرقمية للتعامل مع الأنشطة الضارة التي تستهدف الشبكات داخل الولايات المتحدة وخارجها.

## خلفية
تم اقتراح مفهوم فريق الاستجابة لطوارئ الحاسوب الوطني من قبل ماركوس ساكس (جامعة أوبورن) عندما كان عضوًا في مجلس الأمن القومي الأمريكي في عام 2002 ليكون منظمة نظيرة مع فرق الاستجابة لطوارئ الحاسوب الوطنية الأخرى، ويكون مقره في وزارة الأمن الداخلي. في ذلك الوقت، لم يكن لدى الولايات المتحدة فريق وطني لمواجهة حالات الطوارئ. أطلق أميت يوران (الرئيس التنفيذي لتينابل)، أول مدير لقسم الأمن السيبراني الوطني بوزارة الأمن الداخلي، فريق الاستعداد لطوارئ الحاسوب بالولايات المتحدة في سبتمبر 2003 لحماية البنية التحتية للإنترنت في الولايات المتحدة من خلال تنسيق الدفاع ضد والرد على الهجمات السيبرانية. كان أول مدير للفريق هو جيري ديكسون (رئيس أمن المعلومات في كراود سترايك)، مع الفريق الذي كان يضم في البداية خبراء في مجال الأمن السيبراني والذي شمل مايك ويت (رئيس أمن المعلومات في ناسا)، برنت ريسلي (المدير التنفيذي لبانش سايبر)، مايك جيدي (مدير التكنولوجيا في بانش سايبر)، لي روك ( مدير الأزمات في خطة الاستجابة لحوادث البرمجيات والخدمات في مايكروسوفت)، كريس ساتون (رئيس أمناء أمن المعلومات ورئيس قسم العمليات في بنك التصدير والاستيراد للولايات المتحدة)، جاي براون (كبير المسؤولين التنفيذيين للعمليات السيبرانية للحكومة الفيدرالية)، مارك هندرسون (الاحتيال السيبراني عبر الإنترنت من دائرة الإيرادات الداخلية)، جوش جولدفارب (مستشار أمني)، مايك جاكوبس (مدير/رئيس قسم العمليات في وزارة الخزانة)، رافائيل نونيز (من وكالة الأمن السيبراني وأمن البنية التحتية/وزارة الأمن الداخلي)، رون داو (مدير برامج أول في جنرال دايناميكس)، شون مكاليستر (مؤسس حماية الدفاع عن الشبكة)، كيفن وينتر (رئيس أمن المعلومات في ديلويت)، تود هيلفريش (نائب الرئيس في أتيفو)، مونيكا ماهر (نائب الرئيس لاستخبارات التهديدات السيبرانية في جولدمان ساكس)، وريجي ماكيني (من وزارة شؤون المحاربين القدامى) والعديد من خبراء الأمن السيبراني الآخرين. في يناير 2007، تم اختيار مايك ويت مديرًا للفريق في الولايات المتحدة، ثم تبعه ميشيل كوون (من ميشيل كوون وشركاؤه) في يونيو 2008. عندما غادر ميشيل كوون في عام 2009، حدثت عملية إعادة تنظيم كبيرة أدت إلى إنشاء المركز الوطني للأمن السيبراني وتكامل الاتصالات (NCCIC).الفريق هو الذراع التشغيلي لمركز الأمن السيبراني وتكامل الاتصالات الذي يعمل على مدار 24 ساعة والذي يقبل الحوادث ويفرزها ويستجيب لها بشكل تعاوني، ويوفر المساعدة الفنية لمشغلي نظام المعلومات، وينشر الإخطارات في الوقت المناسب فيما يتعلق بالتهديدات الأمنية الحالية والمحتملة، وعمليات الاستغلال، ونقاط الضعف للعامة عبر نظامه الوطني للتوعية السيبرانية (NCAS). 
يعمل الفريق جنبًا إلى جنب مع فريق الاستجابة لطوارئ الحاسوب لأنظمة التحكم الصناعية (ICS-CERT) الذي يتعامل على الأمن المتعلق بأنظمة التحكم الصناعية. يعمل كلا الكيانين معًا داخل مركز الأمن السيبراني وتكامل الاتصالاتلتوفير مصدر واحد لدعم أصحاب المصلحة في البنية التحتية الحيوية. 

## القدرات
هناك خمسة جوانب تشغيلية تمكن الفريق من تحقيق أهدافه المتمثلة في تحسين وضع الأمن السيبراني في الولايات المتحدة، وتنسيق تبادل المعلومات السيبرانية، وإدارة المخاطر السيبرانية بشكل استباقي مع حماية الحقوق الدستورية للأمريكيين. 

### تحليل التهديدات وتبادل المعلومات
تتضمن هذه الميزة مراجعة جميع سمات الدفاع عن شبكة الحاسوب (CND) المتوفرة للفريق، سواء كانت سرية أو غير مصنفة، وبحثها وفحصها وتوثيقها.
فهو يساعد على تعزيز موارد التخفيف المحسنة للإدارات والوكالات الفيدرالية عبر "شبكة أينشتاين" من خلال طلب نشر الإجراءات المضادة ردًا على التهديدات السيبرانية الموثوقة.
تجري هذه الميزة تحليلاً فنيًا للبيانات المقدمة من الشركاء والهيئات المكونة وأنظمة المراقبة لفهم طبيعة الهجمات والتهديدات ونقاط الضعف، بالإضافة إلى تطوير النصائح والمؤشرات والتحذيرات والمعلومات القابلة للتنفيذ لتعزيز مهمة الدفاع عن شبكة الحاسوب الخاصة بالفريق.

### التحليلات الرقمية
تقوم هذه الميزة بإجراء الفحوصات الجنائية الرقمية وتحليل آثار البرامج الضارة (الهندسة العكسية) لتحديد ناقلات الهجوم وتقنيات التخفيف، وتحديد التهديدات المحتملة بناءً على تحليل التعليمات البرمجية الضارة والوسائط الرقمية، وتوفير مؤشرات للتخفيف من عمليات التطفل المستقبلية ومنعها.

### العمليات
تعمل هذه الميزة على إعلام مجتمع الدفاع عن شبكة الحاسوب بالتهديدات المحتملة التي تسمح بتقوية الدفاعات السيبرانية، بالإضافة إلى تطوير منتجات مجتمع الاستجابة السريعة في الوقت الفعلي تقريبا (على سبيل المثال، التقارير والمستندات التقنية).
عند وقوع حدث بالغ الأهمية، أو تم اكتشافه، ستقوم العمليات بإنشاء منتج مخصص يصف الحدث ومسار العمل الموصى به أو تقنيات التخفيف، إن أمكن، لضمان وعي المكونات وقدرتهم على حماية مؤسستهم بشكل مناسب.

### الاتصالات
تدعم هذه الميزة مشاركة معلومات مركز الأمن السيبراني وتكامل الاتصالاتوتطويرها وتواجدها على الويب. وهي مسؤولة عن إنشاء والحفاظ على الاتصالات المؤكدة، وتطوير ونشر المعلومات والمنتجات، ودعم تطوير وصيانة أدوات التعاون.

### التعاون الدولي
تتعاون هذه الميزة مع حكومات وكيانات أجنبية لتعزيز وضع الدفاع العالمي للأمن السيبراني. وتدعم المشاركات الثنائية، مثل تبادل المعلومات/أنشطة بناء الثقة بين فرق الاستعداد للطوارئ، والتحسينات المتعلقة بالتعاون العالمي، والاتفاقيات المتعلقة بمعايير تبادل البيانات.

## نقد
أعرب تقرير صدر في يناير 2015 من قبل السيناتور توم كوبورن، العضو البارز في لجنة الأمن الداخلي والشؤون الحكومية، عن قلقه من أن "فريق الاستعداد لطوارئ الحاسوب بالولايات المتحدة لا يقدم دائمًا معلومات بنفس السرعة التي توفرها شركات تحليل التهديدات البديلة في القطاع الخاص". 

## روابط خارجية
- الموقع الرسمي
- المركز الوطني للأمن السيبراني وتكامل الاتصالات نسخة محفوظة 2013-02-01 على موقع واي باك مشين.
- فريق الاستجابة لطوارئ الكمبيوتر- أنظمة التحكم الصناعية
- منتدى فرق الاستجابة للحوادث والأمن - الأعضاء